# Axionomia
Axionomia é um neologismo criado pelo sociólogo e filósofo Nildo Viana, que significa uma determinada organização dos valores autênticos dos seres humanos.
Nildo Viana, ao definir axiologia como padrão dominante de valores em determinada sociedade, cria o termo antagônico de axionomia que expressa os valores autênticos dos seres humanos, ou seja, compatíveis com a natureza humana. Para Viana, a natureza humana é o conjunto das potencialidades e necessidades humanas, se destacando a criatividade e sociabilidade.